# Готовуша (Штрпце)
Готовуша (алб. Gëtovushë) је насеље у општини Штрпце на Косову и Метохији. Атар насеља се налази на територији катастарске општине Готовуша површине 1611 ha. Готовуша се први пут помиње у османском попису из 1455. године, као велико село са 64 српске куће и православним свештеником. У селу постоји црква Светог Николе из друге трећине XVI века, која се данас налази под заштитом Републике Србије, као споменик културе од изузетног значаја, у склопу споменичке целине Цркве Сиринићке жупе. Раније је вероватно била посвећена Светом Димитрију или је био храм Светог Спаса. Друга готовушка црква је црква Свете Богородице посвећена Успењу Пресвете Богородице. Изнад села, у близини старе тврђаве Зидовце, стоје трагови неке старе цркве.

## Историја
Територија данашње Готовуше је, према археолошким испитивањима и открићима, била насељена више хиљада година уназад. Сачувани су остаци утврђења Градиште (Зидовница), где постоје трагови водовода и канализације, као и недавно откривени мозаик који је припадао цркви из 6. века.
Готовуша се, у писаним документима, први пут помиње 1331. године у једној од повеља српског цара Душана. Свој највећи процват, Готовуша, је имала за време цара Душана, када је кроз насеље пролазио каравански пут, који је повезивао царске градове Призрен и Скопље. Путем су пролазили бројни трговци носећи усољену морску рибу и маслиново уље, а куповали вино и винову лозу. Српски средњевековни владари имали су своје поседе у Готовуши, о чему сведоче народне песме и сачувана имена предела као што су Цареве ливаде и Царева глава.
У Готовуши су сачувани и две цркве, из 14., односно, 16. века: црква Пресвете Богородице и црква Светог Спаса, на чијим су зидовима и најлепше и најочуваније фреске Сиринићке жупе. Цркве су под заштитом су Републичког завода за културу Републике Србије, као вредно културно-историјско наслеђе.

### За време Османлија
Готовуша је потпала под турску власт тек 66 година након Косовске битке. У катастарском попису 1455. године, Готовуша се бележи као област Вука Бранковића. Према том попису, Готовуша је имала 79 домаћинстава која си била задужена да на име пореза измире 6,014 акчи и плаћа ушур на приход од винограда у износу од 30 чабара вина.
Велики број Срба се у то време одселио према централној Србији и Аустрији, у сеоби под вођством српског патријарха Арсенија Чарнојевића, али су, и поред тога, успели да у вишевековном ропству сачувају од заборава српску веру и народне обичаје, и опстану на вековним огњиштима.
У цркви посвећеној Успенију Пресвете Богородице није било светих сасуди, па је парох поп Димитрије Вулић о празнику Савиндану 1900. године, само одслужио јутрење. Прешло се у школу, где је пререзан славски колач са домаћином школским (кумом), газда Миленком Петковићем. Након ритуалног дела школске славе, светосавску беседу је изговорио месни учитељ.
Српска војска је ослободила Готовушу из турског ропства 13. октобра, 1912. године. Победу српске војске и ослобођење су огласила црквена звона на готовушким црквама, позивајући народ на окупљање и проповеди. Српској војсци су приређени свечани дочек и славље које је трајало неколико дана.

### Развој образовања
Прва школа у Готовуши почела је са радом 1897. године, за шта је најзаслужнији њен први учитељ Рајко Урошевић, по коме и школа данас носи назив.
Уз образовни рад са децом, учитељ Рајко се бавио и општим просвећивањем људи у Готовуши, учио је народ гајењу и калемљењу воћа, узгоју пчела, био је саветник у сеоским и правним пословима, развијао добре односе међу људима, помагао у лечењу мештана народним лековима. Био је иницијатор изградње првог модерног водовода у Готовуши, који је саграђен 1912. године. Учитељ Рајко је редовно слао извештаје из Готовуше тадашњем конзулу Краљевине Србије у Приштини Браниславу Нушићу.

### Развој привреде
Прва задруга у Готовуши основана је 1931. године, захваљујући залагању учитеља Милана Јевтића. Пре оснивања задруге, у Готовуши су постојале три бакалске радње. Председник ове кредитно-продајне задруге био је Стојко Добросављевић, а благајник Стеван Максимовић. У задругу је ступио велики број домаћинстава из Готовуше, али и околних села.

## Порекло становништва по родовима
Подаци из 1938:
- Бугаркини (4 кућа, Св. Петка), староседеоци. Презиме им је дато по томе што се неко од њихових предака на печалби оженио Бугарком.
- Космоћевићи (18 кућа, Св. Петка) су непознате старине.
- Ђурђевићи и Кућановићи (18 кућа, Св. Петка) су непознате старине.
- Кевкићи (25 кућа) и Тороћеви (23 кућа), оба са славом Св. Николе, досељени крајем XVIII века из околине Скадра, из села Сероја. Појасеви уназад за Кевкиће од досељења: Добросав 90 година, Симеон, Миленко, Стеван.
- Пројчевићи (2 кућа, Св. Никола), досељени из села Порој код Тетова. При досељењу су славили Св. Арханђела, па како су били једини у селу с том славом, а сиромаси, то нису могли да издрже са дочеком гостију, те су променили славу и узели дан Св. Николе, који су још неки славили.
- Стојчевићи (8 кућа, Св. Арханђео), такође досељеници из Полошке области.
- Чантрићи (24 кућа, Св. Петка), досељени око 1830. године из Семања код Качаника. Даља старина им је у Бурнику код Урошевца.

## Демографија
Насеље има српску етничку већину.
| Етнички састав према попису из 1981.‍ | Етнички састав према попису из 1981.‍ | Етнички састав према попису из 1981.‍ | Етнички састав према попису из 1981.‍ | Етнички састав према попису из 1981.‍ |
| ------------------------------------ | ------------------------------------ | ------------------------------------ | ------------------------------------ | ------------------------------------ |
|                                      |                                      |                                      |                                      |                                      |
| Срби                                 | Срби                                 |                                      | 971                                  | 98,58%                               |
| остали                               | остали                               |                                      | 14                                   | 1,42%                                |

| Демографија | Демографија | Демографија |
| Година      | Становника  | Становника  |
| ----------- | ----------- | ----------- |
| 1948.       | 697         |             |
| 1953.       | 779         |             |
| 1961.       | 839         |             |
| 1971.       | 906         |             |
| 1981.       | 985         |             |
| 1991.       | 986         |             |

## Галерија
- Спортски центар у селу
- Црква пресвете Богородице
- Спомен крст у селу
- Црква светог Николе
- Сеоска основна школа „Рајко Урошевић”
- Сеоски парк
- Брвнара